# Антонівська сільська рада (Скадовський район)
Анто́нівська сільська́ ра́да — адміністративно-територіальна одиниця та орган місцевого самоврядування у Скадовському районі Херсонської області. Адміністративний центр — селище Антонівка.

## Загальні відомості
- Територія ради: 24,018 км²
- Населення ради: 1 980 осіб (станом на 2001 рік)
- Водоймища на території, що підпорядкована даній раді: затока Чорного моря

## Населені пункти
Сільській раді були підпорядковані населені пункти:
- с-ще Антонівка
- с-ще Озерне

## Склад ради
Рада складалася з 16 депутатів та голови.
- Голова ради:
- Секретар ради: Євдокімова Оксана Леонідівна

### Керівний склад попередніх скликань
| Прізвище, ім'я, по батькові       | Основні відомості                      | Дата обрання | Дата звільнення |
| --------------------------------- | -------------------------------------- | ------------ | --------------- |
| Мараховський Олександр Михайлович | Сільський голова, 1955 року народження | 26.03.2006   | 31.10.2010      |

Примітка: таблиця складена за даними сайту Верховної Ради України

### Депутати
За результатами місцевих виборів 2010 року депутатами ради стали:

#### За суб'єктами висування
| Суб'єкт висування                 | Кількість обраних депутатів | %    |
| --------------------------------- | --------------------------- | ---- |
| Самовисування                     | 9                           | 50   |
| Партія регіонів                   | 6                           | 33,3 |
| Єдиний Центр                      | 1                           | 5,6  |
| Партія «Демократичний Союз»       | 1                           | 5,6  |
| Політична партія «Сильна Україна» | 1                           | 5,6  |

#### За округами
| № округу                          | Прізвище, ім'я, по батькові            | Дата визнання обраним | Освіта             | Партійна приналежність                        | Відомості про обраного депутата                                              |
| --------------------------------- | -------------------------------------- | --------------------- | ------------------ | --------------------------------------------- | ---------------------------------------------------------------------------- |
| Єдиний Центр                      |                                        |                       |                    |                                               |                                                                              |
| 11                                | Жушман Тетяна Сергіївна                | 03.11.2010            | середня спеціальна | член Єдиного Центру                           | Антонівська загальноосвітня школа, біібліотекар                              |
| Партія «Демократичний Союз»       |                                        |                       |                    |                                               |                                                                              |
| 15                                | Нічкало-Андрієвська Валентина Павлівна | 03.11.2010            | середня спеціальна | член Партії «Демократичний Союз»              | Антонівська сільська рада, інспектор військово-облікового столу              |
| Партія регіонів                   |                                        |                       |                    |                                               |                                                                              |
| 1                                 | Козлов Сергій Федорович                | 03.11.2010            | вища               | позапартійний                                 | ДП ДГ інституту рису УААН, водій                                             |
| 4                                 | Мельниченко Юрій Миколайович           | 03.11.2010            | вища               | позапартійний                                 | ДП ДГ інституту рису УААН, інженер-енергетик                                 |
| 8                                 | Костіна Тетяна Миколаївна              | 03.11.2010            | середня спеціальна | позапартійна                                  | ДП ДГ інституту рису УААН, обліковець МТФ                                    |
| 9                                 | Сакунов Сергій Вікторович              | 03.11.2010            | середня спеціальна | позапартійний                                 | ДП ДГ інституту рису УААН, водій                                             |
| 13                                | Костіна Галина Петрівна                | 03.11.2010            | середня            | позапартійна                                  | ДП ДГ інституту рису УААН, свинарка                                          |
| 18                                | Єременко Тетяна Федорівна              | 03.11.2010            | вища               | позапартійна                                  | ДП ДГ інституту рису УААН, заступник директора з господарчої частини         |
| Політична партія «Сильна Україна» |                                        |                       |                    |                                               |                                                                              |
| 10                                | Євдокімова Оксана Леонідівна           | 03.11.2010            | середня спеціальна | член Політичної партії «Сильна Україна»       | Антонівська сільська рада, секретар виконкому                                |
| Самовисування                     |                                        |                       |                    |                                               |                                                                              |
| 2                                 | Шевченко Тамара Василівна              | 03.11.2010            | вища               | позапартійна                                  | Антонівська загальноосвітня школа, директор                                  |
| 3                                 | Пугач Валентин Аркадійович             | 03.11.2010            | вища               | член Народної партії                          | пенсіонер                                                                    |
| 5                                 | Серженко Тамара Іванівна               | 03.11.2010            | середня спеціальна | член Народної партії                          | ДП ДГ інституту рису УААН, бухгалтер                                         |
| 6                                 | Чорний Володимир Антонович             | 03.11.2010            | середня спеціальна | член Народної партії                          | ДП ДГ інституту рису УААН, слюсар                                            |
| 7                                 | Роменська Ніна Романівна               | 03.11.2010            | середня спеціальна | член Всеукраїнського об'єднання «Батьківщина» | Комунальне підприємство «Антонівка», головний бухгалтер                      |
| 12                                | Спектор Ольга Дмитрівна                | 03.11.2010            | вища               | позапартійна                                  | Скадовська районна рада, головний спеціаліст з питань захисту прав споживача |
| 14                                | Дзюман Оксана Володимирівна            | 03.11.2010            | середня спеціальна | член Народної партії                          | ДП ДГ інституту рису УААН, начальник відділу кадрів                          |
| 16                                | Мосійчук Микола Андрійович             | 03.11.2010            | середня спеціальна | член Народної партії                          | ДП ДГ інституту рису УААН, агроном по захисту рослин                         |
| 17                                | Судін Валерій Михайлович               | 03.11.2010            | вища               | член Народної партії                          | пенсіонер                                                                    |

## Населення
За переписом населення України 2001 року в селі мешкали 1982 особи.

### Мова
Розподіл населення за рідною мовою за даними перепису 2001 року:
| Мова       | Відсоток |
| ---------- | -------- |
| українська | 85,71 %  |
| російська  | 13,89 %  |
| білоруська | 0,15 %   |
| молдовська | 0,15 %   |
| угорська   | 0,05 %   |